# Riri Williams
Riri Williams ou Coração de Ferro (Ironheart no original) é uma personagem fictícia dos quadrinhos americanos publicados pela Marvel Comics. Riri é uma estudante de 15 anos que ingressou precocemente no MIT, a mais prestigiada faculdade de tecnologia dos Estados Unidos. Com uma inteligencia acima do normal, ela constrói sua própria versão da armadura do Homem de Ferro, utilizando materiais que ela furta pelo campus. A personagem foi introduzida em Março de 2016, em Invincible Iron Man #7.
Trabalhando sozinha, Riri projeta uma armadura semelhante à armadura do Homem de Ferro usando material roubado do campus. Quando o segurança do campus bate em sua porta, ela foge enquanto veste a armadura.
Quando Williams impede que dois presos escapem da Penitenciária do Estado do Novo México, sua armadura fica danificada. Ao voltar para a casa de sua mãe, Riri continuou a trabalhar na melhoria do processo, para desgosto de sua tia. Tony Stark ouve as realizações de Riri e vai encontrá-la. Durante a reunião, Tony Stark decide que ele endossará sua decisão de se tornar uma super-heroína.
Aparecendo em sua armadura de resgate após o enredo de "Guerra Civil II", Pepper Potts confronta Riri Williams e sua Inteligência Artificial do Tony Stark na tentativa de explicar os problemas de ser um super-herói. Eles são atacados por Techno Golem e seus Biohack Ninjas. Enquanto Riri foge e Pepper luta contra eles, Techno Golem tenta descobrir como Pepper conhece Riri. Quando a armadura de Techno Golem quebra e Tomoe tenta atacar Riri, Pepper usa suas manoplas blindadas do Rescue e derruba Tomoe. Quando Sharon Carter conhece Riri formalmente após a prisão de Tomoe e dos Biohack Ninjas, Pepper diz a Riri que eles vão conversar novamente. Pepper Potts, Mary Jane Watson, sexta-feira, a IA de Tony Stark e a mãe biológica de Stark, Amanda Armstrong, estão no Hall of Armour com Riri quando ela demonstra seu conhecimento de cada uma das armaduras do Homem de Ferro. Quando Amanda Armstrong se oferece para permitir que Riri use os laboratórios de Tony Stark como sua base de operações, Riri hesita, mas Pepper a encoraja. No dia seguinte em sua casa, a família de Riri é visitada pelo chefe do MIT. Ela quer que Riri continue trabalhando lá, pois ficou desleixada desde que saiu. Riri também teria permissão para usar os laboratórios da escola. Depois de trabalhar em um dos laboratórios, Riri pede à Tony Stark AI que encontre algo para desabafar. A Tony Stark AI localiza o tatudurante uma onda de crimes e Riri usa a armadura Coração de Ferro para derrotar Tatu. Ela é então abordada pelos Campeões , que oferecem sua participação em seu grupo.
Durante a história do Império Secreto , Ironheart é visto lutando contra o Exército do Mal durante a aquisição da Hydra pelos Estados Unidos. O Barão Helmut Zemo faz Blackout cercar Manhattan com o Darkforce depois de aprimorá- lo com os poderes do Darkhold . Riri envia um sinal de socorro a todos os heróis disponíveis para encontrá-la em Washington, DC . Ironheart e Falcon II juntam-se aos Campeões para ajudar na luta do underground contra a aquisição da Hydra pelo país. Mais tarde, eles seguem a Viúva Negraquando ela faz seus próprios planos para o Capitão América. Durante o treinamento, os jovens heróis discordam da brutalidade e impiedade da Viúva Negra. Mais tarde, os heróis se infiltram na base da Hydra para encontrar alguém crucial para o plano da Viúva Negra. Viúva Negra depois diz a eles que eles terão que matar Steve Rogers, depois que Hydra destrói o esconderijo subterrâneo. Em Washington, quando o ataque começa, o Homem-Aranha luta contra o Capitão América, mas a Viúva Negra intervém e é morta. Assim como o Homem-Aranha está prestes a matar Steve Rogers, os outros o convencem a não fazer isso e todos são presos. Ela também ajudou os Campeões a procurar sobreviventes em Las Vegas, Nevada, após sua destruição por Hydra. 
Mais tarde, Riri fica surpresa ao saber que sua colega de equipe, Viv Vision , desenvolveu uma queda por ela.

## Outras mídias

### Cinema
Riri Williams tem sua estreia no Universo Cinematográfico Marvel em Black Panther: Wakanda Forever, interpretada por Dominique Thorne. Riri é uma estudante do MIT que construiu um detector de vibranium, atraindo a atenção do povo submarino de Namor, os talokianos. Riri é resgatada pelo povo de Wakanda, que também dá os recursos para que ela construa uma versão mais avançada da armadura que ela usou confrontando os talokianos.

### Televisão
Riri Williams/Coração de Ferro aparece em Marvel Rising: Heart of Iron, com a voz de Sofia Wylie. Em flashbacks, Riri lidou com a perda de um membro da família e trabalhou em sua versão do protótipo da armadura do Homem de Ferro, que estreitou sua amizade com uma garota chamada Natalie. No presente, ela criou uma inteligência artificial. chamado A.M.I. (com a voz de Melanie Minichino). Quando A.M.I. é roubado por Hala, a acusadora, para ser usado em um dispositivo do dia do juízo final, Riri teve que trabalhar com os Guerreiros Secretos para desarmá-lo. Riri faz isso à custa do reator de arco da A.M.I. No final do curta, Riri construiu uma nova armadura e se une aos Guerreiros Secretos como Coração de Ferro.
Riri Williams/Coração de Ferro aparece no episódio  "Amazing Friends" de Homem-Aranha, com o papel reprisado por Sofia Wylie. Esta versão é uma estagiária dos Vingadores que perdeu seu padrasto. Além disso, ela tem um I.A. de Tony Stark que ela chama de "Não Tony" (com voz der Mick Wingert). Em "Vengeance of Venom" Pt. 2, Ironheart está entre os heróis capturados pelos Klyntar durante a invasão da Terra.
A versão do Universo Cinematográfico Marvel de Riri ganhará uma série solo chamada Ironheart no Disney+. Também aparece em um episódio da animação What If...?.

### Vídeo da internet
Em março de 2017, o departamento de admissões do Instituto de Tecnologia de Massachusetts divulgou um pequeno vídeo de ação ao vivo, onde Riri Williams / Coração de Ferro, interpretada pela estudante Ayomide F., anda pelo campus, participa de aulas e constrói um traje de Coração de Ferro em seu dormitório. 

### Jogos eletrônicos
- Riri Williams/Coração de Ferro aparece como um personagem jogável em Marvel Puzzle Quest. Isso marca a estréia do personagem em um jogo eletrônico.[6]
- Riri Williams/Coração de Ferro aparece como um personagem jogável em Marvel Future Fight.[7]
- Riri Williams/Coração de Ferro aparece na Marvel Avengers Academy,[8] com a voz de Dani Chambers.[9]
- Riri Williams/Coração de Ferro aparece como uma personagem jogável em Lego Marvel Super Heroes 2, como parte da DLC Champions.[10]